# سباق ثلاثي لذوي الاحتياجات الخاصة
الترياثلون لذوي الاحتياجات الخاصة أو البارا ترياثلون (بالإنجليزية: Paratriathlon)‏ هو أحد أشكال الترياثلون للرياضيين ذوي الإعاقة الجسدية. حيث يتم إدارة هذه الرياضة من قبل الاتحاد العالمي للترايثلون (تي آر آي المعروف سابقًا باسم الاتحاد الدولي للترايثلون أو آي تي يو) وقد أقيمت لأول مرة كحدث بارالمبي في دورة الألعاب البارالمبية الصيفية 2016 في ريو دي جانيرو بالبرازيل.
في الأحداث التي أقرتها منظمة الترايثلون العالمية يتنافس الرياضيون على سباق الترايثلون البارالمبي لمسافة 750 متر سباحة و20 كم دورة باستخدام الدراجات اليدوية أو الدراجات الهوائية أو الدراجات الثنائية مع مرشد و5 كم كرسي متحرك أو سباق الجري. يتنافس الرياضيون في تسع فئات رياضية وفقًا لطبيعة إعاقاتهم الجسدية مع إجراء اختلافات على هيكل الحدث التقليدي بما يتناسب مع إعاقتهم.
سباق الترياثلون لذوي الاحتياجات الخاصة في الألعاب البارالمبية الصيفية هو سباق سريع يتكون من 750م سباحة و20 كم ركوب الدراجات و5 كم مراحل الجري.
في دورة ألعاب الكومنولث 2018 أقيمت مسابقة البارا ترايثلون بمشاركة رياضيين من فئات متعددة مع إدخال بدايات متدرجة لضمان المنافسة العادلة بين الفئات.

## تصنيف

### نظام التصنيف حتى عام 2014
حتى موسم 2014 كانت هناك سبع فئات:
- تي آر آي 1 - مستخدم الكرسي المتحرك. الشلل النصفي أو الرباعي أو الإعاقات الأخرى التي تمنع استخدام الدراجة ذات الدواسة على الساق. استخدم دراجة يدوية على مرحلة ركوب الدراجات وكرسيًا متحركًا للسباق على مرحلة الجري.
- تي آر آي 2 - ضعف شديد في الساق يشمل البتر من أعلى الركبة. استخدم دراجة تقليدية والجري باستخدام طرف اصطناعي فوق الركبة أو باستخدام العكازات.
- تي آر آي 3 - آخرون بما في ذلك الرياضيون المصابون بالتصلب المتعدد أو ضمور العضلات أو الشلل الدماغي أو بتر الساقين المزدوجين أو الشلل في الأطراف المتعددة. استخدام دراجة تقليدية أو دراجة ثلاثية العجلات والقيام بالجري باستخدام دعامات الساق أو الأطراف الاصطناعية.
- تي آر آي 4 - ضعف الذراع بما في ذلك الشلل أو البتر أو ضعف آخر في أحد الذراعين أو كلتيهما. استخدام دراجة تقليدية وقد تستخدم دعامات أو أطرافًا اصطناعية أو حبالًا أثناء ركوب الدراجة و/أو الجري.
- تي آر آي 5 - ضعف متوسط في الساق بما في ذلك البتر من أسفل الركبة. استخدام دراجة تقليدية ويمكن الركض باستخدام دعامة أو طرف اصطناعي.
- تي آر آي 6 أ - ضعف البصر العمى الكلي أو قد يكون الشخص قادرًا على إدراك الضوء ولكن لا يستطيع التعرف على شكل اليد على أي مسافة أو اتجاه. يتنافس مع مرشد من نفس الجنس ويستخدم دراجة مزدوجة.
- تي آر آي 6 ب - ضعف البصر حدة البصر أقل من 6/60 أو مجال الرؤية أقل من 40 درجة مع التصحيح . يتنافس مع مرشد من نفس الجنس ويستخدم دراجة مزدوجة.

### نظام التصنيف 2014–2016
قام الاتحاد الدولي للترايثلون بمراجعة نظام تصنيف رياضة الباراليمبياد استعدادا لظهور هذه الرياضة لأول مرة في دورة الألعاب البارالمبية الصيفية 2016. شكل الاتحاد الدولي للترياتلون مجموعة بحثية لتصنيف الترياثلون لذوي الاحتياجات الخاصة لتطوير نظام تصنيف قائم على الأدلة ومحدد للرياضة مستفيدًا من العمل في السباحة وركوب الدراجات وألعاب القوى.
وكانت نتيجة البحث نظام تصنيف جديد تم تنفيذه خلال موسم 2014. وكان هناك خمس فئات من بيه تي1 إلى بيه تي4 كانت مخصصة للرياضيين ذوي الإعاقات الحركية المختلفة مع بيه تي1 للأكثر إعاقة وبيه تي4 للأقل إعاقة. وقد تم تصميم بيه تي5 خصيصًا للرياضيين الذين يعانون من ضعف البصر.
- بيه تي1 - الرياضيون الذين يعانون من ضعف في الحركة مثل قوة العضلات ونقص الأطراف وفرط التوتر العضلي أو الرنح أو الكنع الذي يجعلهم غير قادرين على الجري أو ركوب الدراجة بأمان. يجب أن يكون لديهم درجة تقييم تصنيف تصل إلى 640.0 نقطة. ويجب على الرياضيين استخدام دراجة يدوية متكئة أثناء مرحلة ركوب الدراجات وكرسي متحرك للسباق لمرحلة الجري في السباق.
- بيه تي2 - الرياضيون الذين يعانون من إعاقات حركية مثل قوة العضلات أو نقص الأطراف أو فرط التوتر العضلي أو الرنح أو الكنع والذين لديهم درجة تقييم تصنيف تصل إلى 454.9 نقطة. حيث يجوز لمبتوري الأطراف استخدام الأطراف الاصطناعية المعتمدة أو الأجهزة الداعمة أثناء مرحلتي الجري وركوب الدراجات.
- بيه تي3 - الرياضيون الذين يعانون من ضعف في الحركة مثل قوة العضلات أو نقص الأطراف أو فرط التوتر العضلي أو الرنح أو الكنع والذين لديهم درجة تقييم تصنيف تتراوح من 455.0 إلى 494.9 نقطة. حيث يجوز للرياضيين استخدام الأطراف الاصطناعية أو الأجهزة الداعمة المعتمدة أثناء مرحلتي الجري وركوب الدراجات.
- بيه تي4 - الرياضيون الذين يعانون من ضعف في الحركة مثل قوة العضلات أو نقص الأطراف أو فرط التوتر العضلي أو الرنح أو الكنع والذين لديهم درجة تقييم تصنيف تتراوح من 495.0 إلى 557.0 نقطة. حيث يجوز للرياضيين استخدام الأطراف الاصطناعية أو الأجهزة الداعمة المعتمدة أثناء مرحلتي الجري وركوب الدراجات.
- بيه تي5 - الرياضيون الذين يعانون من ضعف البصر. ويتم تجميع جميع مستويات التأهيل للضعف البصري والفئات الفرعية ب1 وب2 وب3 التي تحددها آي بي أس إيه / آي بيه سي معًا في هذا التصنيف. حيث يجب على الرياضيين أن يكون لديهم مرشد مبصر من نفس الجنس والجنسية طوال السباق واستخدام دراجة مزدوجة أثناء مرحلة ركوب الدراجات.

### نظام التصنيف من عام 2017
قام الاتحاد الدولي للترايثلون بمراجعة نظام تصنيف البارالمبياد الخاص بعد دورة الألعاب البارالمبية الصيفية 2016. إذ أن هناك تسع فئات رياضية تتنافس في ست مسابقات ميدالية:
- بيه تي دبليو سي1 - معظم مستخدمي الكراسي المتحركة ذوي الإعاقة. ويجب على الرياضيين استخدام دراجة يدوية متكئة في مسار الدراجة وكرسي متحرك للسباق في جزء الجري؛ ويشمل ذلك الرياضيين الذين يعانون من قيود نشاط مماثلة وضعف. على سبيل المثال لا الحصر: قوة العضلات أو نقص الأطراف أو فرط التوتر العضلي أو خلل الحركة أو الكنع.
- بيه تي دبليو سي2 - مستخدمي الكراسي المتحركة الأقل إعاقة. ويجب على الرياضيين استخدام دراجة يدوية متكئة في مسار الدراجة وكرسي متحرك للسباق في جزء الجري؛ ويشمل ذلك الرياضيين الذين يعانون من قيود نشاط مماثلة وضعف. على سبيل المثال لا الحصر: قوة العضلات أو نقص الأطراف أو فرط التوتر العضلي أو خلل الحركة أو الكنع.
- بيه تي أس2 - إعاقات شديدة. في كل من سباقات الدراجات والجري ويجوز للرياضيين مبتوري الأطراف استخدام أطراف اصطناعية معتمدة أو أجهزة داعمة أخرى. ويشمل الرياضيين الذين يعانون من قيود نشاط مماثلة وضعف ولكن ليس حصرا على نقص الأطراف وفرط التوتر العضلي والترنح أو الكنع وضعف القوة العضلية أو نطاق الحركة.
- بيه تي أس3 - إعاقات كبيرة. في كل من سباقات الدراجات والجري، ويجوز للرياضيين مبتوري الأطراف استخدام أطراف اصطناعية معتمدة أو أجهزة داعمة أخرى. كما يشمل الرياضيين الذين يعانون من قيود نشاط مماثلة وضعف ولكن ليس حصرا على نقص الأطراف وفرط التوتر العضلي والترنح أو الكنع وضعف القوة العضلية أو نطاق الحركة.
- بيه تي أس4 - إعاقات متوسطة. في كل من سباقات الدراجات والجري، حيث يجوز للرياضيين مبتوري الأطراف استخدام أطراف اصطناعية معتمدة أو أجهزة داعمة أخرى. كما يشمل الرياضيين الذين يعانون من قيود نشاط مماثلة وضعف ولكن ليس حصرا على نقص الأطراف وفرط التوتر العضلي والترنح أو الكنع وضعف القوة العضلية أو نطاق الحركة.
- بيه تي أس5 - إعاقات خفيفة. في كل من سباقات الدراجات والجري، حيث يجوز للرياضيين مبتوري الأطراف استخدام أطراف اصطناعية معتمدة أو أجهزة داعمة أخرى. كما يشمل الرياضيين الذين يعانون من قيود نشاط مماثلة وضعف ولكن ليس حصرا على نقص الأطراف وفرط التوتر العضلي والترنح أو الكنع وضعف القوة العضلية أو نطاق الحركة.
- بيه تي في آي1 - يشمل الرياضيين الذين يعانون من العمى الكامل بسبب عدم إدراك الضوء في أي من العينين إلى إدراك بعض الضوء. حيث يجب أن يكون هناك مرشد واحد إلزاميًا طوال السباق. كما يجب ركوب دراجة مزدوجة أثناء الجزء المخصص للدراجات. ويجب أن يكون المرشد من نفس الجنسية والجنس طوال السباق. ويجب ركوب دراجة مزدوجة أثناء جزء الدراجات.
- بيه تي في آي2 - يشمل الرياضيين الذين يعانون من ضعف شديد في البصر. بحيث يجب أن يكون هناك مرشد واحد إلزاميًا طوال السباق. ويجب ركوب دراجة مزدوجة أثناء الجزء المخصص للدراجات. ويجب أن يكون المرشد من نفس الجنسية والجنس طوال السباق. كما يجب ركوب دراجة مزدوجة أثناء جزء الدراجات.
- بيه تي في آي3 - يشمل الرياضيين الذين يعانون من ضعف البصر بشكل أقل حدة. بحيث يجب أن يكون هناك مرشد واحد إلزاميًا طوال السباق. ويجب ركوب دراجة مزدوجة أثناء الجزء المخصص للدراجات. ويجب أن يكون المرشد من نفس الجنسية والجنس طوال السباق. كما يجب ركوب دراجة مزدوجة أثناء جزء الدراجات.